# Pleszew (gmina)
Pleszew est une gmina mixte du powiat de Pleszew, Grande-Pologne, dans le centre-ouest de la Pologne. Son siège est la ville de Pleszew, qui se situe environ 83 km au sud-est de la capitale régionale Poznań.
La gmina couvre une superficie de 180,15 km2 pour une population de 29 790 habitants.

## Géographie
| - Plan de la gmina de Pleszew. |

Outre la ville de Pleszew, la gmina inclut les villages de Baranówek, Bógwidze, Borucin, Bronów, Brzezie, Dobra Nadzieja, Grodzisko, Janków, Korzkwy, Kowalew, Kuczków, Lenartowice, Ludwina, Marszew, Nowa Wieś, Pacanowice, Piekarzew, Prokopów, Rokutów, Sowina, Sowina Błotna, Suchorzew, Taczanów Drugi, Taczanów Pierwszy, Zawady, Zawidowice et Zielona Łąka.
La gmina borde les gminy de Blizanów, Chocz, Czermin, Dobrzyca, Gołuchów, Kotlin, Ostrów Wielkopolski et Raszków.